# Jessica Fox (piragüista)
Jessica Esther Fox (Marsella, Francia, 11 de junio de 1994) es una deportista australiana que compite en piragüismo en la modalidad de eslalon, especialista en las pruebas de K1 y C1; tres veces campeona olímpica y catorce veces campeona mundial.
Es hija de los piragüistas Myriam Jerusalmi y Richard Fox, sobrina de la piragüista Rachel Crosbee, y su hermana Noemie compite en el mismo deporte.

## Trayectoria
Participó en cuatro Juegos Olímpicos de Verano, obteniendo en total seis medallas: plata en Londres 2012 (K1), bronce en Río de Janeiro 2016 (K1), dos en Tokio 2020, oro en C1 y bronce en K1, y dos de oro en París 2024 (K1 y C1).
Ganó veinticuatro medallas en el Campeonato Mundial de Piragüismo en Eslalon entre los años 2009 y 2023.
Fue la abanderada de Australia en la ceremonia de apertura de los Juegos Olímpicos de París 2024 junto con el jugador de hockey Eddie Ockenden.
En 2022 fue condecorada con la Medalla de la Orden de Australia (OAM). En 2024 fue elegida miembro del Comité Olímpico Internacional.

## Palmarés internacional
| Juegos Olímpicos   | Juegos Olímpicos            | Juegos Olímpicos  | Juegos Olímpicos |
| Año                | Lugar                       | Medalla           | Competición      |
| ------------------ | --------------------------- | ----------------- | ---------------- |
| 2012               | Londres (Reino Unido)       | Medalla de plata  | K1 individual    |
| 2016               | Río de Janeiro (Brasil)     | Medalla de bronce | K1 individual    |
| 2020               | Tokio (Japón)               | Medalla de oro    | C1 individual    |
| 2020               | Tokio (Japón)               | Medalla de bronce | K1 individual    |
| 2024               | París (Francia)             | Medalla de oro    | K1 individual    |
| 2024               | París (Francia)             | Medalla de oro    | C1 individual    |
| Campeonato Mundial |                             |                   |                  |
| Año                | Lugar                       | Medalla           | Competición      |
| 2009               | Seo de Urgel (España)       | Medalla de bronce | C1 individual    |
| 2010               | Liubliana (Eslovenia)       | Medalla de bronce | C1 individual    |
| 2011               | Bratislava (Eslovaquia)     | Medalla de oro    | C1 por equipos   |
| 2013               | Praga (República Checa)     | Medalla de oro    | C1 individual    |
| 2013               | Praga (República Checa)     | Medalla de oro    | C1 por equipos   |
| 2014               | Deep Creek (Estados Unidos) | Medalla de oro    | K1 individual    |
| 2014               | Deep Creek (Estados Unidos) | Medalla de oro    | C1 individual    |
| 2015               | Londres (Reino Unido)       | Medalla de oro    | C1 individual    |
| 2015               | Londres (Reino Unido)       | Medalla de oro    | C1 por equipos   |
| 2017               | Pau (Francia)               | Medalla de oro    | K1 individual    |
| 2017               | Pau (Francia)               | Medalla de plata  | C1 por equipos   |
| 2017               | Pau (Francia)               | Medalla de bronce | K1 por equipos   |
| 2018               | Río de Janeiro (Brasil)     | Medalla de oro    | K1 individual    |
| 2018               | Río de Janeiro (Brasil)     | Medalla de oro    | C1 individual    |
| 2019               | Seo de Urgel (España)       | Medalla de oro    | C1 por equipos   |
| 2019               | Seo de Urgel (España)       | Medalla de plata  | K1 individual    |
| 2019               | Seo de Urgel (España)       | Medalla de plata  | C1 individual    |
| 2021               | Bratislava (Eslovaquia)     | Medalla de oro    | K1 extremo       |
| 2022               | Augsburgo (Alemania)        | Medalla de oro    | K1 extremo       |
| 2022               | Augsburgo (Alemania)        | Medalla de plata  | K1 individual    |
| 2022               | Augsburgo (Alemania)        | Medalla de plata  | C1 individual    |
| 2023               | Londres (Reino Unido)       | Medalla de oro    | K1 individual    |
| 2023               | Londres (Reino Unido)       | Medalla de oro    | K1 por equipos   |
| 2023               | Londres (Reino Unido)       | Medalla de bronce | C1 individual    |